# Cosmine
Cosmine è una serie a fumetti per adulti di genere fantascientifico pubblicata in Italia negli anni settanta dalla Ediperiodici. Ha per protagonista l'omonimo robot dalle sembianze femminili. Rappresenta un tipico esempio del genere della fantascienza del periodo, incentrato su eroine sexy e nato sulla scia del successo di Barbarella. Fu il primo fumetto italiano tascabile a colori. La serie può ritenersi un anticipatore del genere postatomico che sarà in auge nel decennio successivo.

## Storia editoriale
La serie, diversamente dalle altre dello stesso editore, venne pubblicata a colori in quanto era stato trovato un sistema relativamente economico per stampare gli albi a colori. La serie venne scritta da Silverio Pisu e disegnata da Giorgio Cambiotti e Annibale Casabianca; il decimo e ultimo numero della serie venne disegnato da Milo Manara. La serie inoltre si configura come una vera e propria miniserie, arrivando a conclusione col decimo numero con un finale compiuto seppur aperto.

## Trama
Cosmine è un robot dalle sembianze femminili costruito e programmato da Jesus, un umano con il quale, in un futuro non molto lontano, è in viaggio nello spazio in ritorno da Venere su un'astronave che, entrata in avaria, si avvicina a una portaerei che si rivela essere abbandonata e piena di cadaveri; qui vengono assaliti e rapiti da un gruppo di donne pirata. Riescono comunque a far ritorno sulla Terra dove scoprono che in loro assenza era scoppiata una guerra atomica; cercano allora eventuali sopravvissuti per ricreare la civiltà e, dopo varie peripezie, i due raggiungono un luogo incontaminato dove stabilirsi definitivamente.

## Elenco degli episodi
1. L'era del dopobomba
2. I nuovi barbari
3. Innocenza radioattiva
4. La legge dei diversi
5. Il sesso invisibile
6. Follia atomica
7. Miss pistone
8. Le incontaminate
9. Gli schiavi alati
10. Bambole assassine